# Bisamapfel

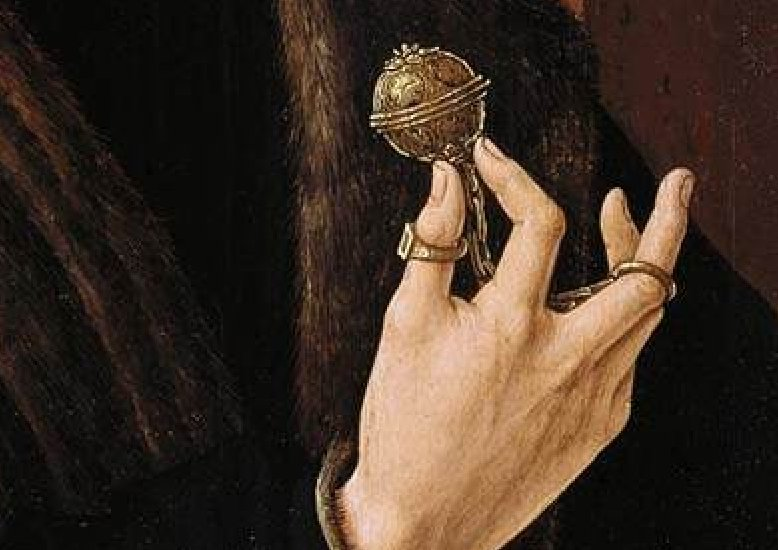
Detail aus dem Porträt des Bürgermeisters von Alkmaar von Jacob Cornelisz. van Oostsanen, etwa 1518

Der Begriff Bisamapfel bezeichnet Duftstoffzubereitungen mit Zutaten wie Ambra oder Moschus („Bisam“) sowie die tragbaren, meist annähernd kugelförmigen Behälter, in denen sie aufbewahrt wurden. Bisamäpfel wurden bis ins 17. Jahrhundert hinein zu medizinischen Zwecken verwendet und dienten oftmals gleichzeitig als Schmuck.

## Begriffe
Die Bezeichnung „Bisamapfel“ kam um 1500 in der deutschen Literatur auf; vorher verwendete man oft die Begriffe pomum ambrae oder pomum odiferum. Damit war nicht nur das Gehäuse, sondern auch die wesentlich teurere Duftmasse im Innern gemeint. Manche Bisamäpfel wurden wegen des hohen Anteils an Harzen so hart, dass sie gar keinen Behälter benötigten und direkt an einer Kette um den Hals getragen werden konnten.
Es ist unklar, ob mit „pomum ambrae“ immer die Einheit von Duftstoff und Behälter gemeint war. Zum ersten Mal bezog sich Adam Lonitzer in seinem Kräuterbuch unmissverständlich auf den Bisamapfel als Behälter, in dem gegen „bösen Geruch“ ein mit Ehrenpreiswasser vollgesogener Schwamm aufbewahrt werden sollte.
Weitere Bezeichnungen für den Bisamapfel sind unter anderem Bisamkopf, Bisamknopf, Balsamapfel, Ambraapfel, Bisambüchse, Pisambüchse, Moschuskugel, Desmerapfel, Desmerknopf, Pomander, Riechapfel und Oldanokapsel. Wentzel bezeichnet nur die aufklappbare Variante der Bisamäpfel als Pomander, Gewürzbüchschen oder Gewürzbüchslein.

## Ursprünge und Verwendung

### Frühe Duftstoffbehälter
Duftstoffe und Duftstoffbehälter sind seit Jahrtausenden nachweisbar. Dazu zählen Grabbeigaben, orientalische Balsamarien der Frühzeit, ägyptische Alabastertöpfe und andere Gefäße. Plinius der Ältere schrieb über die Parfüms der Könige der Parther und erwähnte, dass diese entweder als Salbe aufgetragen werden oder in duftenden Beuteln am Körper getragen werden konnten.
Giovanni da Procida berichtete, dass der König von Tyros Alexander dem Großen neben Gold, Silber, Edelsteinen und anderen Kostbarkeiten auch hundert Duftäpfel als Tribut schickte.
In China umgaben sich vornehme Damen und Herren aus der Aristokratie mit einer Duftwolke; zu diesem Zweck wurden unter anderem Duftkugeln verwendet. Aus der Tang-Dynastie (7. Jahrhundert–1. Hälfte 8. Jh.) ist eine dekorierte Duftkugel aus Silber überliefert. Innerhalb der beiden von einem Scharnier zusammengehaltenen Hälften befindet sich ein Goldschälchen, das – ähnlich wie bei Wärmekugeln – von einer kardanischen Aufhängung in waagrechter Lage gehalten wird. Derartige Duftkugeln wurden entweder an Ständern aufgehängt oder am Gewand getragen. Aus derselben Zeit sind auch mehrere ähnliche Duftbehältnisse aus Japan bekannt.
Der Ursprung des europäischen Bisamapfels liegt im Orient; diese Vermutung wird auch dadurch gestützt, dass einige Bisamäpfel mit „à la façon de Damaz“ beschrieben wurden. Ihr orientalischer Vorläufer war „Sukk“, ein aus der „Ramik“ genannten Grundsubstanz hergestelltes Medikament. Rezepte für Ramik nannten häufig getrocknete Früchte, die mit Honig im Mörser zerstoßen wurden. Die entstandene Masse wurde getrocknet und in Form von Platten, Pastillen oder Kugeln aufbewahrt. Zusammen mit diversen Duftstoffen ergab sich dann der Sukk. Eine Anleitung zur Herstellung des Sukk stammt von Ibn Amran, der im 9. Jahrhundert lebte. Ketten aus Sukk-Kugeln konnten nicht nur für Medikamente verwendet, sondern auch als Halsschmuck getragen werden.
Der arabisch-sizilianische Dichter Ibn Hamdis schrieb, dass während eines Festmahls eines im frühen 12. Jahrhundert regierenden tunesischen Fürsten die Gäste mit einer Duftkugel spielten, die sie sich über die Seidenteppiche zurollten.

### Heilmittel im Mittelalter

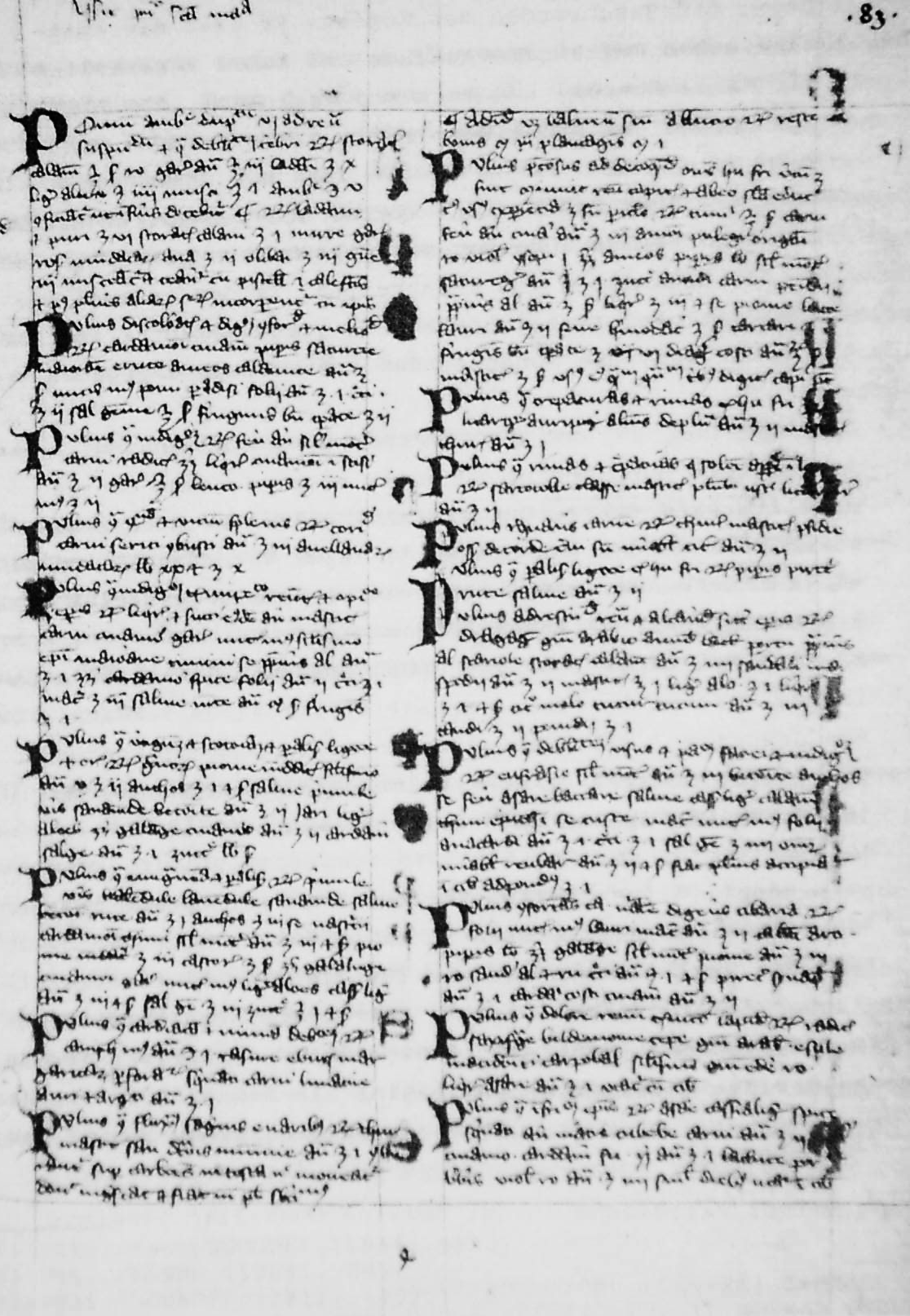
Auszug aus dem Antidotarius von Johannes de Sancto Paulo: „Pomum ambre“

Kulturelle Begegnungen mit dem Morgenland gab es während der Kreuzzüge; so kamen auch Duftstoffe nach Europa. Die erste Erwähnung im europäischen Kulturkreis fanden Bisamäpfel 1174, als die Gesandten Balduins IV. Friedrich I. goldene, mit Moschus gefüllte Äpfel überreichten.
Der aus Salerno stammende Lehrer der Medizin Johannes de Sancto Paulo († 1214/15) verordnete in einem seiner medizinischen Werke einen Ambraapfel gegen die Beschwerden des Kopfes. Ein ganz ähnliches Rezept erwähnte etwa ein halbes Jahrhundert später Petrus Hispanus in seinem Thesaurus pauperum.
Der Riechapfel war ein Universalheilmittel, dessen erhoffte Wirkung mit dem Wohlgeruch untrennbar einherging. Medizinische Texte des 14. Jahrhunderts verordneten ihn bei Verdauungsbeschwerden, zur Stärkung der „membrorum principalium“ (womit wahrscheinlich die männliche Potenz gemeint war) sowie bei Komplikationen im Gebärmutterbereich. Außerdem sollte der Riechapfel die Abwehrkräfte stärken, indem sein Duft die Dämonen und die aus dem Boden aufsteigenden Dämpfe vertrieb und so das Herz stärkte.
Arme wie auch reiche Leute konnten einen Duftapfel bei sich tragen. Er konnte auch billige Kräuter enthalten und in Seide eingewickelt, in durchlöcherten Holzdosen getragen oder in Edelmetall-Behältnissen aufbewahrt werden. Je nach Indikation konnte man ihn an Hals, Nase oder vor das Gesicht halten, in den Händen tragen oder an den Puls anlegen.

### Pestepidemien
Während der Pestpandemie des 14. Jahrhunderts und auch bei späteren Epidemien fanden Bisamäpfel besonders große Verbreitung. Der Lehrmeinung zufolge begünstigte verunreinigte Luft die Ansteckung mit Krankheiten, sodass man durch Räucherungen mit Duftstoffen oder den Gebrauch des Riechapfels entgegenwirken müsse.
Oft orientierten sich die Verfasser von Pestschriften an arabischen Autoren und beriefen sich auf Avicenna. Ein anonymer Autor aus dem deutschsprachigen Raum empfahl als Infektionsschutz, bei jedem Zusammensein mit anderen parfümierte Schwämme und Tücher zu benutzen und einen Ambraapfel in der Hand zu halten. Der fürstliche Leibarzt Cardo riet in seinem 1348 verfassten Traktat über den „morbus nunc dominans“ zum Gebrauch von Duftstoffen in dreierlei Form: als angefeuchteter Schwamm, als Pulver oder als Riechapfel. Im Sinne der Temperamentenlehre hatte der Arzt auf das Klima und auf das Wesen des Kranken abgestimmte Mittel zu verschreiben. So gab Nicolaus von Udine für den Sommer und den Winter zwei verschiedene Rezepturen für Riechäpfel an.

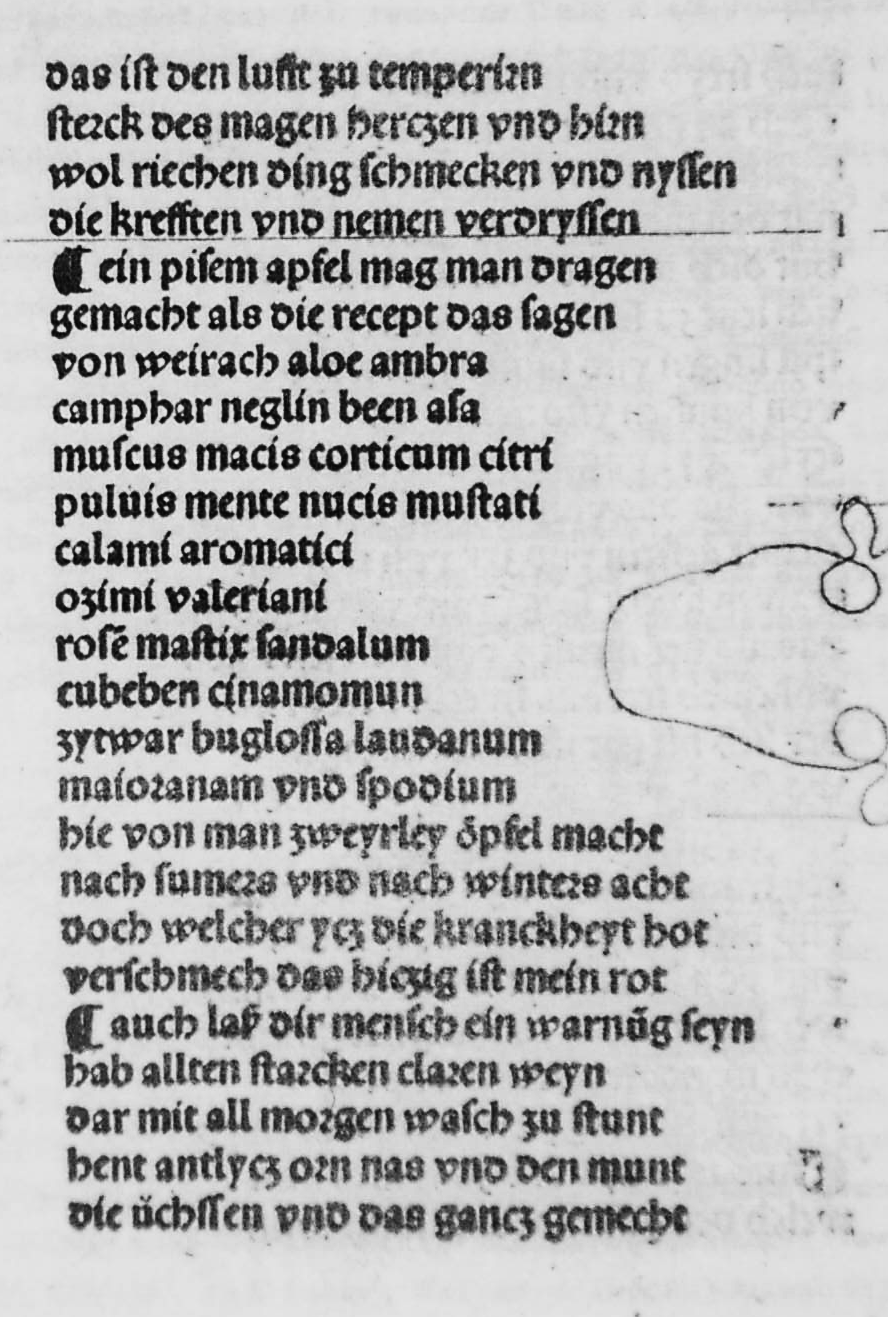
Eine Seite aus dem in Versform verfassten Pestregiment (1482) von Hans Folz, in dem ein Bisamapfel empfohlen wird

Jean d’Outremeuse berichtet, dass „Jehan de Bourgoigne, dit à la Barbe“ (bei dem es sich ihm zufolge um Jehan de Mandeville handelte), als Astrologe und Arzt in Lüttich gewirkt habe. Dort habe er den Reichen als Mittel gegen die Pest Moschus und Ambra, den Armen Nelken und Muskatnuss verordnet und empfohlen, in der Hand Ambraäpfel oder andere Duftstoffe zu halten. Zahlreiche Autoren empfahlen Ambraäpfel nur den Reichen, und häufig war man der Ansicht, dass für die Armen Labdanum genügen würde. Ein Autor, der Prior der Kartause bei Rostock und 1392 Rektor der Prager Universität war, empfahl verschiedene, auf die Reichen, die Mittelschicht und die Armen abgestimmte Äpfel mit jeweils unterschiedlichem Moschusgehalt. Einfache Leute hatten wenig Gelegenheit, wohlriechende Düfte zur Abwehr gegen Krankheiten anzuwenden; einige folgten wohl der von Paracelsus empfohlenen, aber umstrittenen Methode, an Fäkalien zu riechen.
Im Gegensatz dazu wurden für Päpste, Könige und Kaiser nur die besten Duftstoffe verordnet. Die medizinische Fakultät in Paris etwa verfasste auf Anforderung von Philipp VI. ein Gutachten, das König und Königin den reinsten Ambra empfahl, da dieser die beste Wirkung zeige und nicht nur wohltuend und lindernd wirke, sondern auch alle Organe widerstandsfähiger mache und die Lebensgeister wecke.
Ein Autor des späten 14. Jahrhunderts zeigte sich enttäuscht über seine allzu verweichlichten Zeitgenossen, die den Riechapfel nicht mehr so sehr wie ihre Vorfahren schätzen würden. Ein florentinischer Arzt schlug in seinem 1382 verfassten Konsilium unterschiedliche Riechapfel-Rezepturen für kalte und für warme Tage vor, wodurch man mit Gottes Hilfe vor der Pest geschützt sei.
Zu Beginn des 15. Jahrhunderts warnte Johannes Jacobi vor dem Gebrauch des Ambraapfels, da dieser schädlich für das Herz sei. Dem widersprach ein unbekannter Schreiber, der als Bettler oft an der frischen Luft gewesen sei und dennoch die Pest überlebt hatte. Aus eigener Erfahrung könne er den Bisamapfel als vorbeugende Maßnahme nur empfehlen. Eine medizinische Sammelhandschrift aus dem 15. Jahrhundert, die neun Rezepte für Ambraäpfel von verschiedenen Autoren – darunter bekannte Ärzte aus Oberitalien – enthält, beweist, dass Duftäpfel im 15. Jahrhundert weit verbreitet waren.
Obwohl der Bisamapfel meist eine medizinische Bestimmung hatte, verwendete man ihn auch gleichzeitig als Schmuck – vor allem ab dem 15. Jahrhundert, als das Tragen von schmückenden Objekten im Bürgertum zur Mode wurde. Zweifellos trug man Duftäpfel auch, um unangenehme Körpergerüche zu kaschieren. Gelegentlich wurden Bisamäpfel auch in Büchern über Kosmetik erwähnt. Girolamo Ruscelli (1500–1566) empfahl eine Duftkomposition, die auf vielfältige Weise verwendet werden konnte – um den eigenen Körper zu parfümieren, sollte sie zu einer Kugel geformt und in einem Bisamapfel getragen werden.

### 16.–18. Jahrhundert

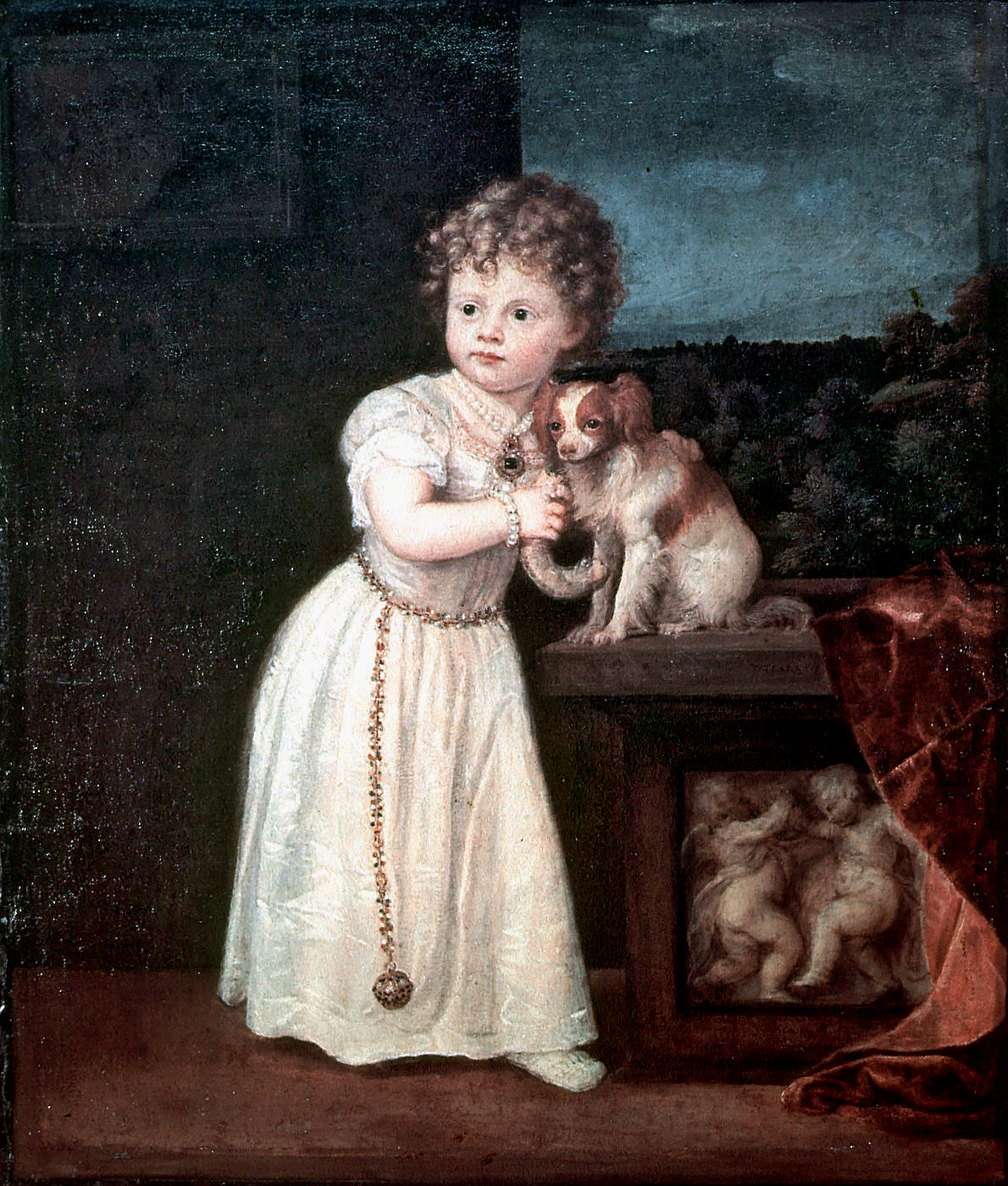
Tizian: Porträt von Clarissa Strozzi (1542)

Auch im 16. Jahrhundert waren Bisamäpfel recht beliebt. Ein Arzneibuch des Walther Hermann Ryff (um 1500–1548) behandelt sie sehr ausführlich und gibt fünf Rezepturen an, die aber keine besonders großen Unterschiede aufweisen. Tabernaemontanus empfahl 1577 den Reichen, zur Pestabwehr wohlriechende Duftstoffe in Säckchen einzunähen. Diese könne man dann in die Betten legen oder unter den Kleidern und in den „Bisemapfflen“ tragen.
Tabernaemontanus unterschied bei seinen Rezepten für Bisamäpfel nicht nur zwischen sommerlichem und kaltem Wetter, sondern auch zwischen verschiedenen Temperamenten – so etwa für den Fall, dass „es aber im Sommer und die Person hitziger Natur“ sei. Außerdem lieferte er eine präzise Herstellungsvorschrift für Bisamäpfel: Nachdem Mörser und Pistill erwärmt und die Harze mit etwas Rosenwasser zähflüssig gemacht wurden, sollte man die Inhaltsstoffe zusetzen und die Masse nach Belieben formen. Anschließend sollten mit einem spitzen Gegenstand kleine Löcher in die Masse gemacht und diese mit Moschus und Ambra aufgefüllt werden. Zwecks Erhaltung der Frische wurde der Riechapfel mit Seide umhüllt.
Theodor Zwinger empfahl seinen Ärztekollegen, Kranke erst eine halbe Stunde nach Sonnenaufgang zu besuchen und „einen höltzernen, durchlöcherten, mit Rauten, Wacholderbeeren und Angelica-Wurtzen angefüllten Knopff oder eine frische Zitrone und Pomerantzen“ mitzunehmen und oft daran zu riechen.
In Arzneibüchern des 17. und 18. Jahrhunderts finden sich nur wenige Rezepte für Bisamäpfel. Unter der Überschrift Vor die Nasen, wenn man ausgehen will, soll man halten und darauf riechen erschien im 17. Jahrhundert eine ärztliche Verordnung, die für jeden Wochentag auch von einfachen Leuten leicht zu sammelnde Kräuter und Duftstoffe empfahl. Lediglich für den Samstag wurde ein „Pomander“ sowie für den Sonntag und Montag ein „Thiesemknöpflein“ erwähnt.

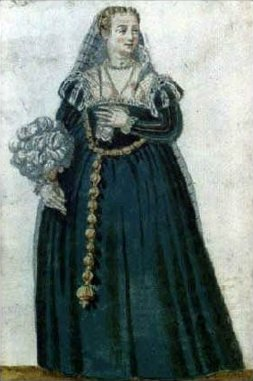
Porträt einer venezianischen Frau (um 1575; unbekannter Künstler)

Weitere Rezepturen finden sich in den „Praelectiones“ des Dispensatorium regium et electorale Borusso-Brandenburgicum. Ein dort beschriebener Duftapfel gehörte zu den teuersten Präparaten, da er drei Gulden pro Loth kosten sollte (im Vergleich dazu kostete das ebenfalls teure Bibergeil nur einen Gulden).
Der Frankfurter Stadtarzt Johann Schröder gab in seinem in mehreren Ausgaben erschienenen Arzneibuch mehrere Rezepte für Bisamäpfel an; ein 1669 beschriebener sollte die „Säfte“ beeinflussen. Von einem Gebrauch bei Pestepidemien riet er ab:

„Was den Gebrauch in Pestilenzischer Lufft anbelangt, so ist zuwissen, daß das mumialische böse ferment durch die wolriechende Sachen eher erhalten dann untergetrücket wird, weil das Gifft unter lieblichen Sachen viel eher in die Lebens-Lufft eintringet und den Tod verursachet […]“

Ein von Henricus Madathanus 1631 veröffentlichtes Rezept für einen Ambraapfel wurde Zedlers Grossem Universallexikon mit den Worten gelobt, es sei

„[…] ein gantz besonders wohlriechendes Mittel, welches in kaltem Hauptweh und Schwindel, in der fallenden Sucht und Schlage, in giftiger und ansteckender Luft, Colicschmertzen und Erstickung der Gebährmutter, bey dem Muttervorfalle und anderen dergleichen Krankheiten, besonders wo keine innerliche Artzneyen können beygebracht werden, unter die Nase oder an andere Glieder des Leibes gehalten wird, und solcher gestalt das Hertze und die Lebensgeister ungemein zu stärcken und zu erquicken pfleget.“

Seit dem ausgehenden 16. Jahrhundert wurden Bisamäpfel immer mehr von den weniger kostspieligen flüssigen Essenzen ersetzt, die in einem Flakon, genannt Vinaigrette, aufbewahrt wurden. Doch auch im 18. Jahrhundert hatte sich die Trennung zwischen Parfüm und Heilmittel noch nicht vollzogen. Davon zeugt, dass der 1720 in Frankreich entstandene „Pestessig“, der angeblich gegen die Pest immun machte, sich rasch in ganz Europa verbreitete. Ab diesem Zeitpunkt verdrängten Vinaigrettes die Riechäpfel endgültig.

## Varianten

### Formen und Verzierungen
Bei Bisamäpfeln legte man oft großen Wert auf eine schöne Gestaltung. Die meisten bestanden aus Gold oder Silber; Kupfer oder andere unedle Metalle wurden nur vereinzelt verwendet – solch edle Behälter waren also nur Reichen vorbehalten.
Der Durchmesser von Bisamäpfeln variiert zwischen 2 und 8 cm. Die Form konnte äußerst vielfältig sein und reichte von Granatäpfeln („en façon de Grenade“), Rosenkranzperlen, Betnüssen oder reliquiarförmigen Anhängern bis hin zu ganzen Ketten. Nicht nur runde, sondern auch birnen-, herz- oder zirbelnussartige Formen kamen vor. Viele Exemplare waren ornamental durchbrochen und mit Edelsteinen, Perlen oder Korallen besetzt, von denen man sich ebenfalls magische Wirkung versprach. Manche Behältnisse bestanden aus feinmaschigem Filigrangeflecht, auch Niello- und Emailarbeiten wurden angefertigt. Es sind aber auch einige recht einfach gestaltete Duftbehältnisse bekannt, deren Löcher ähnlich wie Teekugeln siebartig angeordnet sind.

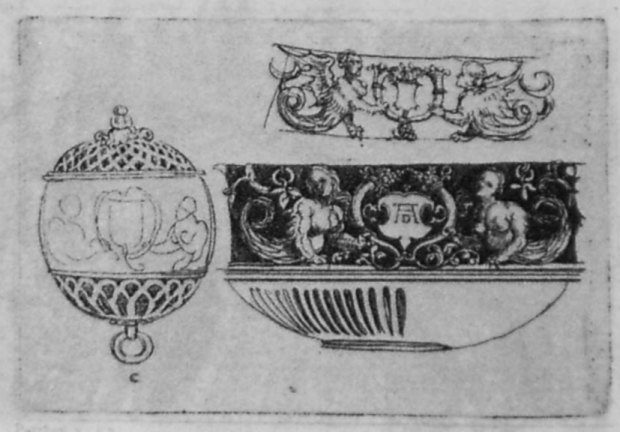
Entwurf für einen Bisamapfel von Wenzel Hollar

Im 15. Jahrhundert entstand mit den „Kleinmeistern“ eine eigene Berufsgruppe, die Schmuckentwürfe für Gold- und Silberschmieden anfertigte. Zu ihr zählten Martin Schongauer und Wenzel Hollar, die auch Bisamäpfel entwarfen.
Bisamäpfel lassen sich unter anderem durch Vergleiche mit Gemälden grob datieren. Oft werden in zeitgenössischen Porträts Bisamäpfel an Rosenkränzen oder – als Symbol der weltlichen Macht – in der Hand gehalten. In der Zeit von 1500 bis 1525 waren gebuckelte Bisamäpfel besonders beliebt. Vom 15. bis in die Mitte des 17. Jahrhunderts wurden des Öfteren Bisamäpfel getragen, die aus blütenblattartig gebogenen Drähten bestanden.

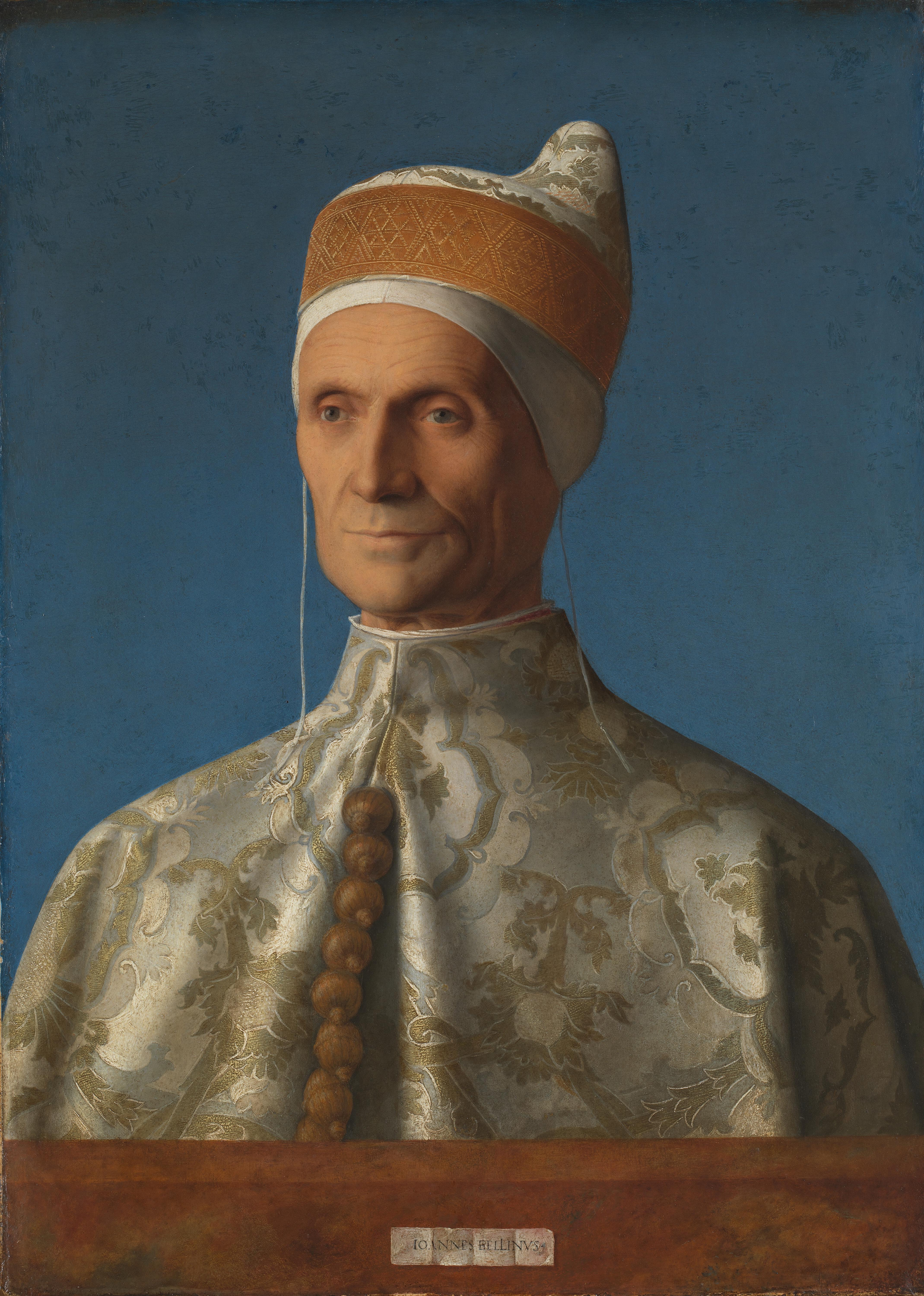
Giovanni Bellini: Porträt des Dogen Leonardo Loredan (um 1505)

An einigen Bisamäpfeln war eine Quaste oder eine Kette befestigt. Dogen trugen an ihren kostbaren Gewändern acht bis zehn Bisamäpfel. Manchmal wurden Duftäpfel in schöne, meist rote Seidentücher eingeschlagen. Diese Farbe hatte historische Gründe: früher hielt man rote Kleidung für wärmer und empfahl sie gegen Rheuma; später übertrug man diesen Nutzen auch auf andere Bereiche der Medizin. Im 15. Jahrhundert kamen unter Adligen so genannte „coussins“ in Mode. Dabei handelte es sich um Stoffbeutel und -kissen, in denen sowohl pulverisierte Duftmischungen als auch Ambraäpfel getragen werden konnten.
Besonders prunkvolle Bisamäpfel wurden in den Inventaren von Monarchen und kirchlichen Würdenträgern erwähnt. Als Beispiel mag ein 1499 Margarete von Österreich geschenkter Bisamapfel aus Gold dienen, der durch ein mit sechs Diamanten und sechs Rubinen besetztes Band verziert wurde und eine Rose mit fünf weiteren Diamanten beherbergte. Einige Adlige verfügten über ganze Sammlungen von Duftäpfeln; so etwa kaufte 1484 Siegmund von Tirol einem Hausierer 27 Stück ab. Die ersten genauen Beschreibungen von Bisamäpfeln finden sich in den burgundischen Schatzinventaren des 14. Jahrhunderts.
Heute befinden sich nur noch wenige Bisamäpfel im Besitz von Museen oder Privatsammlungen. Smollich stellt in ihrem Standardwerk zum Thema über 70 Exemplare, die hauptsächlich aus englischen und deutschen Museen stammen, kurz vor. Schmitz erwähnt eine fast 150 Objekte umfassende Privatsammlung.

### Duftstoffe

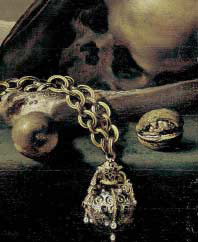
Ein Bisamapfel auf einem Stillleben von Pieter Claesz (1636)

Jeder der im Folgenden aufgelisteten Inhaltsstoffe war in den meisten Rezepten für Bisamäpfel enthalten: Styrax, Rosenblätter, Labdanum, Moschus, Muskatnuss, Ambra und Gewürznelken (absteigend nach Häufigkeit der Nennung geordnet). Es wurden aber viele weitere Kräuter, Gewürze, Blüten, Schalen, Früchte, Harze und Dufthölzer genannt. Im Durchschnitt verwendete ein Rezept elf Bestandteile.
Im Laufe der Jahrhunderte veränderten sich die Inhaltsstoffe von Bisamäpfeln kaum, was an den bereits detaillierten Herstellungsvorschriften und am hohen Ansehen der Verfasser vorheriger Literatur lag. Schon Plinius der Ältere erwähnte viele Inhaltsstoffe, die auch in späteren Rezepturen von Riechäpfeln vorkommen. Auch im Orient waren derartige Substanzen populär. Yuhanna ibn Masawaih etwa nannte in seiner Schrift Einfache aromatische Substanzen fünf „primäre“ Duftstoffe (Ambra, Kampfer, Aloeholz, Moschus und Safran), von denen alle bis auf den Safran des Öfteren in Rezepten für Bisamäpfel genannt wurden.
Eine Besonderheit englischer Rezepte war die Verwendung schwarzer Gartenerde als Inhaltsstoff. Im Schauspiel Lingua: or, The Combat of the Tongue (1607) eines unbekannten Autors heißt es dazu ironisch:
“Your only way to make a good pomander is this:—Take an ounce of the purest garden mould, cleansed and steeped seven days in change of motherless rosewater; then take the best ladanum, benzoine, both storaxes, ambergris, civet, and musk: incorporate them together, and work them into what form you please. This, if your breath be not too valiant, will make you smell as sweet as my lady’s dog.”

### Unterteilte Bisamäpfel
Um der Vielfalt der Duftstoffrezepturen gerecht zu werden, verfügten besondere Formen der Bisamäpfel über Unterteilungen, die mittels Scharnieren ausgeklappt und deren Inhalt ausgetauscht werden konnte. Diese besondere Form der Bisamäpfel besteht meist aus vier, sechs oder acht Segmenten, die teils mit Schiebedeckeln versehen sind.
Häufig war auf den Segmenten der Name des darin enthaltenen Duftstoffs eingraviert. Hierbei wurde des Öfteren auch Schlagbalsam genannt, der bei Schlaganfällen, Krämpfen und Ohnmacht verwendet wurde.

### Vanitas-Symbole
Die seit Beginn des 16. Jahrhunderts populären Vanitas-Darstellungen, die die Vergänglichkeit des Lebens aufzeigten und zu einem gottgefälligen Lebenswandel aufriefen, sind auch bei Bisamäpfeln vorzufinden. Nicht wenige Stücke sind in Form eines Totenkopfs gefertigt. Die künstlerische Detailfreude reicht von einfachen bis zu anatomisch exakten Schädeldarstellungen. Eines der überlieferten Objekte stellt auf der einen Seite das Haupt eines Mädchens und auf der anderen Seite einen Totenschädel dar.
Ein Inventar von 1635 erwähnt eine Gebetskette aus Ambrakugeln mit einem Totenkopf. Ein besonders aufwändiges Exemplar beherbergt im Schädelinnern eine farbige Miniatur, die Christus mit ausgestreckten Armen zeigt. Der untere Schädelteil stellt das flammende Fegefeuer dar.

### Rosenkränze
Einige Rosenkränze waren mit einem Bisamapfel versehen. Reiche hofften wohl durch derartige Zeichen christlicher Demut, sich dem Vorwurf der Überheblichkeit entziehen zu können, zugleich aber in den Genuss von Statussymbolen und heilbringendem Schmuck zu kommen.
Bisamäpfel konnten sowohl vom Rosenkranz herabhängen als auch als so genannter „Einhänger“ beidseitig mit dem Kranz verbunden sein. Sehr häufig wurden sie als „Paternosterzeichen“ (Abschlussmarkierung) verwendet, gelegentlich wurden sie zwischen zwei Gesätzen aus je zehn Perlen eingefügt. So eingearbeitete Duftbehältnisse waren nicht zwangsläufig kugelförmig – Joos van Cleves Bildnis einer Frau von 1525 zeigt einen Rosenkranz mit einem Bisamapfel in Form eines Spitzovals. Das Bildnis Jungfrau mit Kind des Meisters von Alkmaar aus der Mitte des 15. Jahrhunderts zeigt einen von einem Rosenkranz herabhängenden Bisamapfel, der mittels einer unbenutzten zweiten Öse auch als Einhänger angebracht werden konnte.
In einem Wallfahrtsbuch mit dem Titel Wolriechender Marianischer Quitten-Apfel (1702) rechtfertigte Regineberto Schuel das Vorhandensein von Bisamäpfeln an Rosenkränzen, zumal Augustinus von Hippo in seinen Confessiones Wohlgerüche als einzige Form des irdisch-sinnlichen Genusses nicht verurteilt hatte.

### Sonderformen
Es wurde von Kombinationen aus Wärmekugel und Bisamapfel berichtet. In diesem Fall steigerte die Wärme zusätzlich die Duftentwicklung.
Anfang des 16. Jahrhunderts baute Peter Henlein in Bisamäpfel kleine Uhren ein. Laut den Nürnberger Stadtakten erhielt er 1524 15 fl. für einen „vergulten pysn Apffel für all Ding mit einem Oraiologium“. Mehrere Bisamapfeluhren aus Peter Henleins Zeit sind erhalten (siehe auch Weblinks).
Im Inventar des 1611 bis 1615 entstandenen Pommerschen Kunstschranks erwähnt dessen Auftraggeber Philipp Hainhofer eine Pfeife, in deren unterem Teil sich ein kugeliges Behältnis mit einem in rote Seide eingewickelten Bisamapfel befindet. Bei einem weiteren, als „doppelten Bisamknopf“ beschriebenen Objekt handelte es sich um einen aufschraubbaren zylindrischen Behälter mit zwei halbkugelförmigen, ornamental durchbrochenen Deckeln, der duftende rote und rotbraune Pasten enthielt.
Weiterhin haben sich Bisamäpfel in Gestalt kleiner Dosen, Kröten, Schnecken, Schafe oder echter Äpfel erhalten. Ein mit Unterteilungen versehenes Exemplar hatte einen Standfuß, der zugleich als Siegelstempel diente. An einem anderen erhaltenen Objekt hängt ein sechsteiliges Manikürbesteck.